# Leinenschussgerät

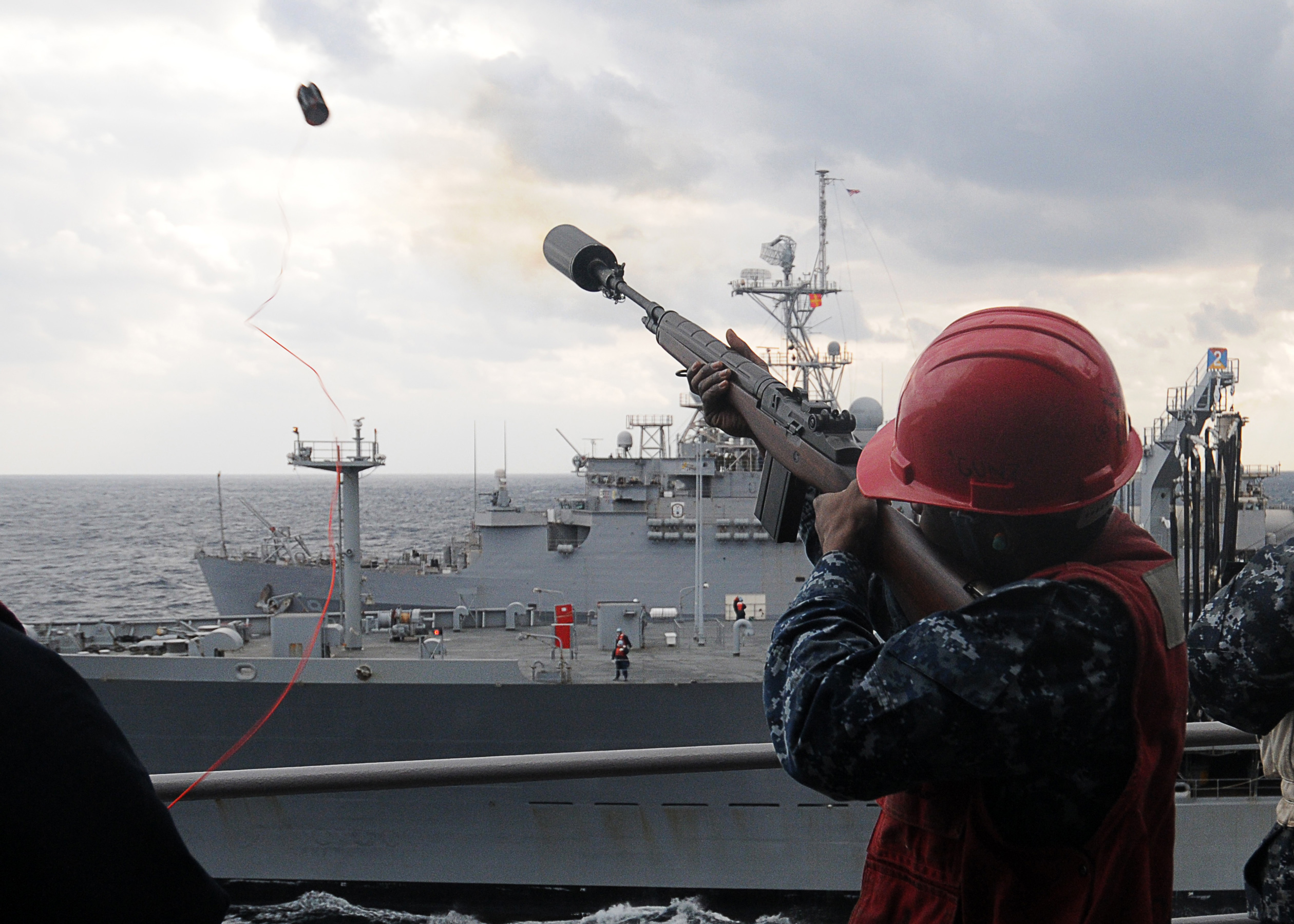
Leinenschussgerät in Aktion zum Herstellen einer Leinenverbindung zwischen zwei Schiffen auf hoher See

Ein Leinenschussgerät ist ein Gerät, mit dessen Hilfe eine Leine verschossen werden kann, um eine Leinenverbindung zu einem Schiff oder einer Person im Wasser herzustellen.

## Funktionsweise
Mit Hilfe eines pyrotechnischen Treibsatzes oder Druckluft wird aus dem Leinenschussgerät (teilweise werden hierfür auch Seenotsignalpistolen verwendet) eine kleine Gewichtskapsel abgeschossen. An diesem Gewicht ist eine extrem reißfeste Nylonleine befestigt, die sich bei Abschuss von einer Spule abwickelt. Leinenschussgeräte können Leinen bis zu einer Entfernung von 300 Metern verschießen.

## Einsatzgebiet
Leinenschussgeräte werden in der Seefahrt eingesetzt. Mit der verschossenen, dünnen Leine ist es möglich, auch bei schwerem Seegang gegen Wind oder Strom oder über unbefahrbare Gewässer hinweg eine erste Leinenverbindung zu einem anderen Schiff oder einer Person herzustellen. Mit Hilfe der Nylonleine können dickere Leinen zum Abschleppen eines Schiffes, zum Personenaustausch oder Bergegeräte herangezogen werden.

## Geschichte

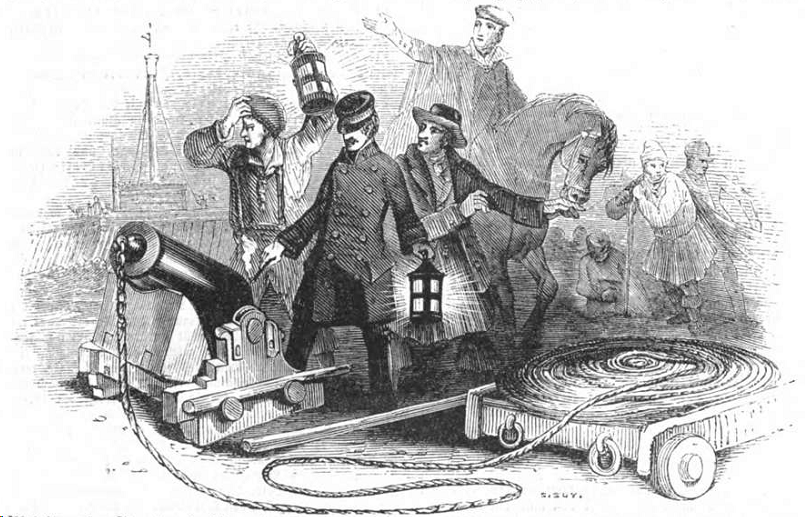
Manby-Mörser im Einsatz, Zeichnung von 1842

Der Artillerie-Sergeant Bell unternahm 1791 in Woolwich Arsenal erste Versuche mit einem Mörser und erreichte dabei Wurfweiten von 400 yards (365 m). Der von George William Manby entworfene Manby-Mörser wurde 1808 erstmals zur damals nur küstennah möglichen Seenotrettung eingesetzt. Er revolutionierte die Seenotrettung, da keine Rettungsmannschaften mehr unter Lebensgefahr hinausrudern mussten, wenn der Havarist damit erreicht werden konnte.
1878 entwickelte David A. Lyle die Lyle’s life saving gun, diese war bis zum Zweiten Weltkrieg z. B. bei der US Coast Guard im Einsatz. Ein berühmter und dokumentierter Einsatz war der zur Rettung von zwei Seemännern der Niagara Scow im Jahr 1918.

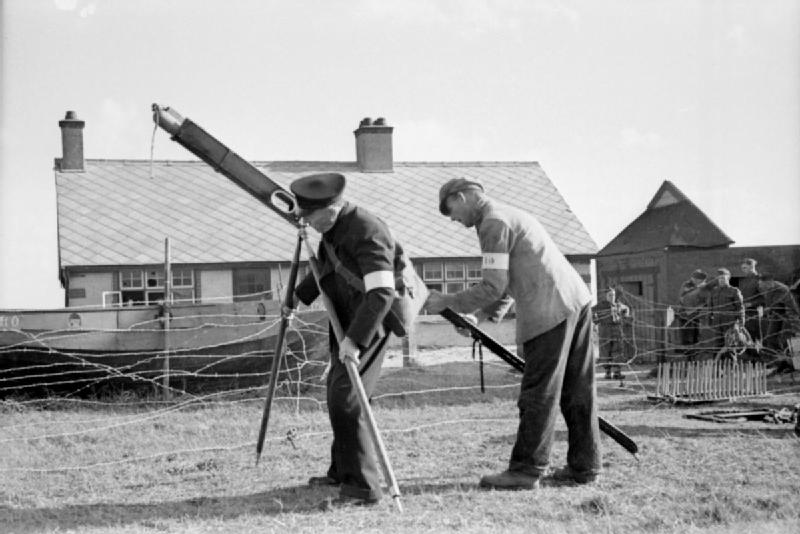
Leinenschussgerät (1940)

Schon im 19. Jahrhundert verschoss die Deutsche Gesellschaft zur Rettung Schiffbrüchiger mit harpunenähnlichen Geräten Leinen, um Personen von gestrandeten Schiffen abzubergen. Bei den Leinen handelte es sich jedoch um gewöhnliches Schiffstauwerk, üblicherweise Hanfseil, das fertig zum Abschuss sauber gelegt in Kisten transportiert wurde.